# Percy (Isère)
Percy is een gemeente in het Franse departement Isère (regio Auvergne-Rhône-Alpes) en telt 111 inwoners (1999). De plaats maakt deel uit van het arrondissement Grenoble.

## Geografie
De oppervlakte van Percy bedraagt 16,8 km², de bevolkingsdichtheid is 6,6 inwoners per km².
De onderstaande kaart toont de ligging van Percy (Isère) met de belangrijkste infrastructuur en aangrenzende gemeenten.

## Demografie
Onderstaande figuur toont het verloop van het inwonertal (bron: INSEE-tellingen).

1. ↑  Populations de référence 2022.